# Giovanni Tedesco
Giovanni Tedesco (Palermo, 13 de mayo de 1972) es un exfutbolista y actual entrenador italiano.

## Biografía
A pesar de ser nativo de Palermo, Tedesco inicialmente fue rechazado por el equipo local, Palermo, debido a que era muy delgado, por lo que se fue a jugar al Reggina. En el Reggina se convirtió en un jugador regular en 1990. Luego de tres temporadas con en el Reggina (1 en la Serie B y 2 en la Serie C1), luego de lo cual fue contratado por la Fiorentina en 1993, ayudando al equipo a ganar la Liga de Serie B. La sesión siguiente, hizo su debut en la Serie A en la victoria por 2-1 contra el Cagliari el 4 de septiembre de 1994.
Luego, Tedesco también jugó por Foggia, Salernitana y Perugia, donde jugó por seis temporadas, volviéndose muy popular, siendo un mediocampista muy valorado y un líder para el equipo. 
En enero de 2004, Tedesco firmó para el Génova (entonces en la Serie B) en un intento de fortalecer el equipo al final de la temporada, lo que sirvió para la pelea de los rossoblu para ser promocionados a la Serie A. Como sea, Tedesco se asentó en el equipo con la llegada de Serse Cosmi, su exentrenador en el Perugia, quien reemplazó a Luigi De Canio, quien no fue capaz de mantener una buena posición en la tabla de clasificación. Genoa ganó luego la Serie B en el 2005. Posterior a ello, por problemas de fraude en partidos, les fue denegado el ascenso a la Serie A, por lo que fueron relegados a la Serie C1. Luego de la relegación a la Serie C1, Tedesco eligió quedarse en el Génova por la primera mitad de la temporada 2005–06 para luego aceptar una oferta del Palermo. 
El 8 de enero de 2006, Tedesco jugó su partido profesional 500, contra la Lazio, partido que ganó su equipo 3-1, marcando el segundo tanto. Su contrato con el Palermo, luego de su expiración en junio de 2007, fue renovado por un año más. Después declaró que había rechazado ofertas de otros equipos a fin de quedarse en el Palermo, esperando culminar su carrera con los rosanero. El 10 de abril de 2008 acordó términos con Palermo para extender un año más su contrato con el equipo rosanero.

## Trayectoria

### Como jugador
| Club        | País   | Año        |
| ----------- | ------ | ---------- |
| Reggina     | Italia | 1990-1993  |
| Fiorentina  | Italia | 1993-1995  |
| Foggia      | Italia | 1995-1997  |
| Salernitana | Italia | 1997-1998  |
| Perugia     | Italia | 1998- 2004 |
| Génova FC   | Italia | 2004-2006  |
| USC Palermo | Italia | 2006- 2010 |

### Como Entrenador
| Periodo   | Club               |
| --------- | ------------------ |
| 2012      | Foligno Calcio     |
| 2014–2015 | Floriana FC        |
| 2015      | Birkirkara FC      |
| 2016      | Palermo FC         |
| 2016–2017 | Floriana FC        |
| 2018–2019 | Ħamrun Spartans FC |
| 2019–2020 | Gżira United FC    |
| 2020      | Valletta FC        |
| 2020      | Al Bataeh Club     |
| 2020–2021 | Sirens FC          |
| 2022      | St. Lucia FC       |
| 2022–     | Birkirkara FC      |

## Familia
Giovanni Tedesco tiene dos hermanos también futbolistas profesionales, Salvatore (ex Perugia y Lucchese) y Giacomo, del Trapani.